# JBL 2012-13

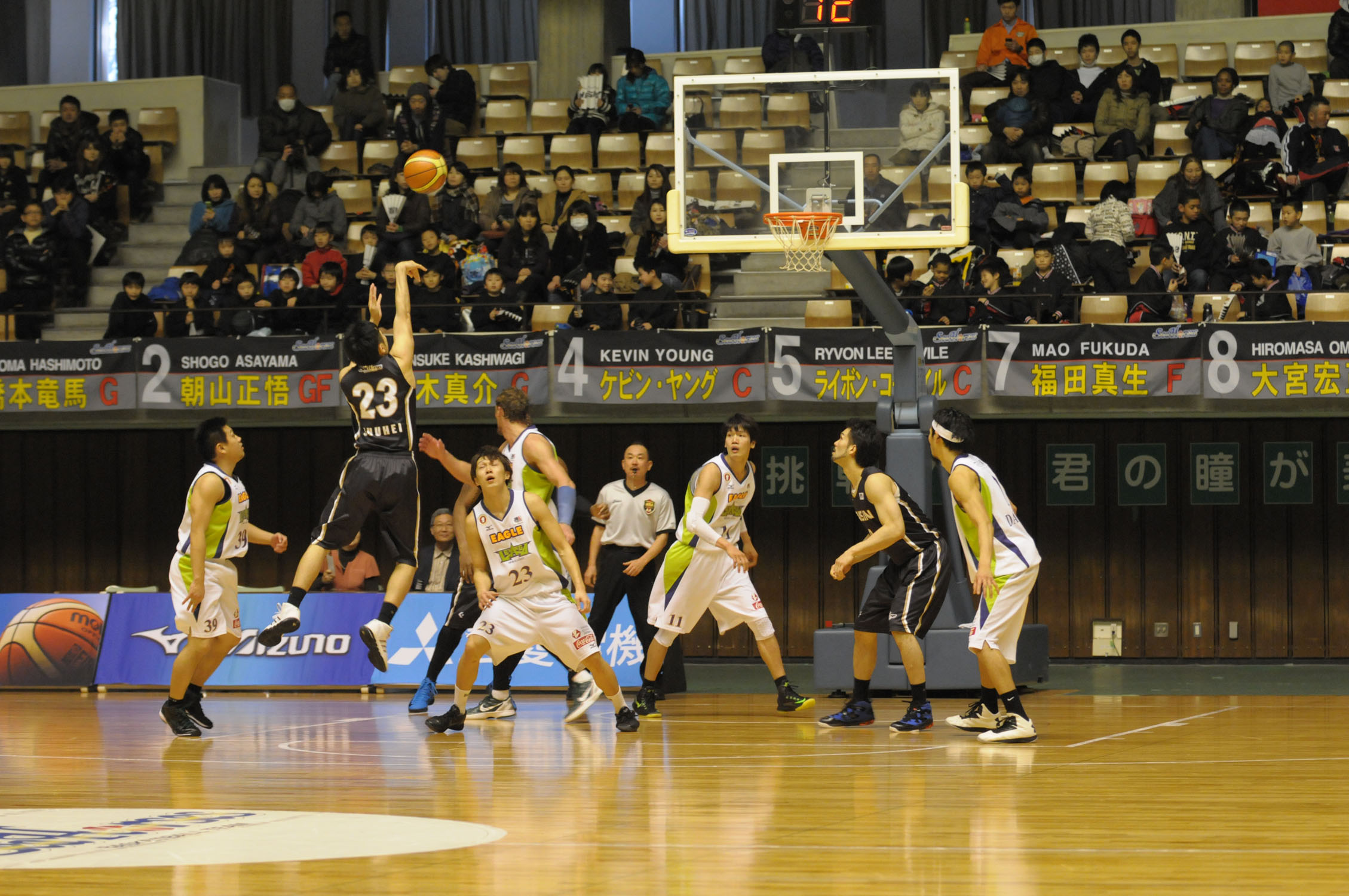
2012-2013 レギュラーシーズン、アイシン対レバンガ。秋田県立体育館。

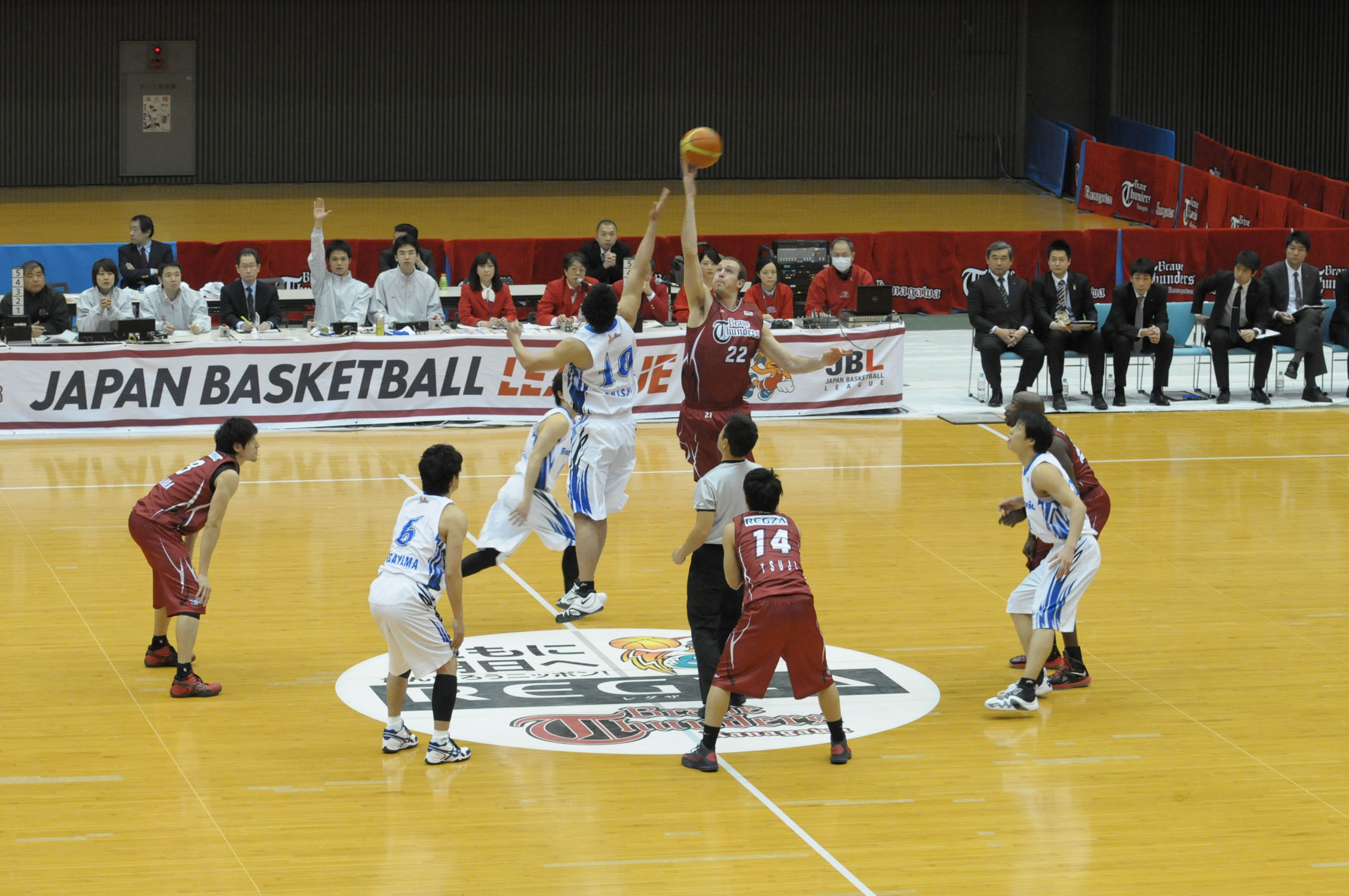
2012-2013 レギュラーシーズン、東芝対パナソニック。とどろきアリーナ。

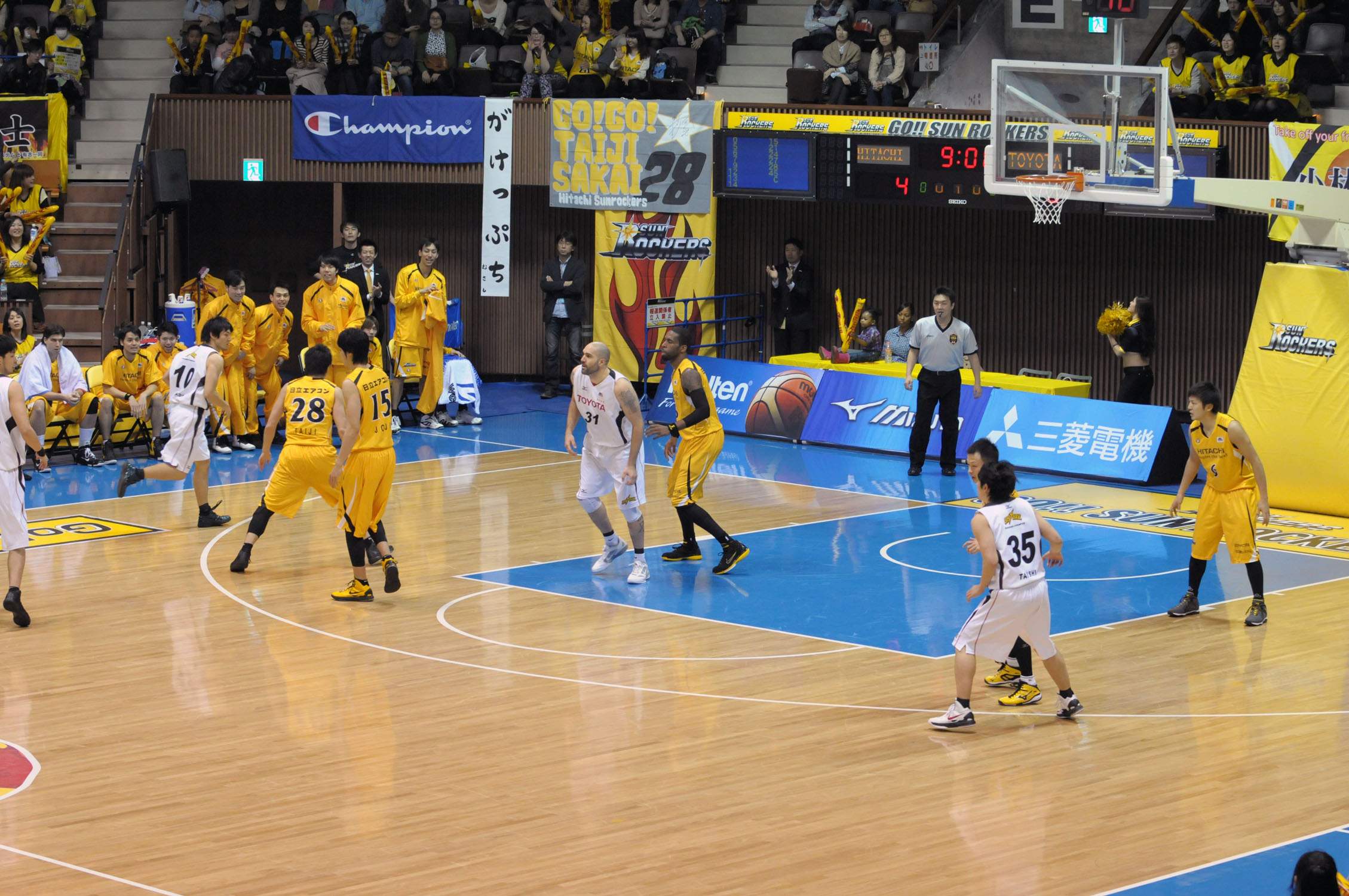
2012-2013 レギュラーシーズン、日立対トヨタ。代々木第二体育館。

JBL 2012-13は、2012年10月5日から2013年4月まで、日本各地で行われたバスケットボールリーグである。JBLとしては最後のシーズンとなった。

## 参加チーム
- レバンガ北海道
- リンク栃木ブレックス
- 日立サンロッカーズ
- 東芝ブレイブサンダース
- トヨタ自動車アルバルク
- アイシンシーホース
- 三菱電機ダイヤモンドドルフィンズ
- パナソニックトライアンズ

## 試合方式

### レギュラーシーズン
- 前年度同様8チームによる6回戦総当たり（1チーム42試合）のリーグ戦を戦う。
- 1月に全日本総合バスケットボール選手権大会による中断あり。
- 上位4チームがプレーオフに進出する。

### プレーオフ

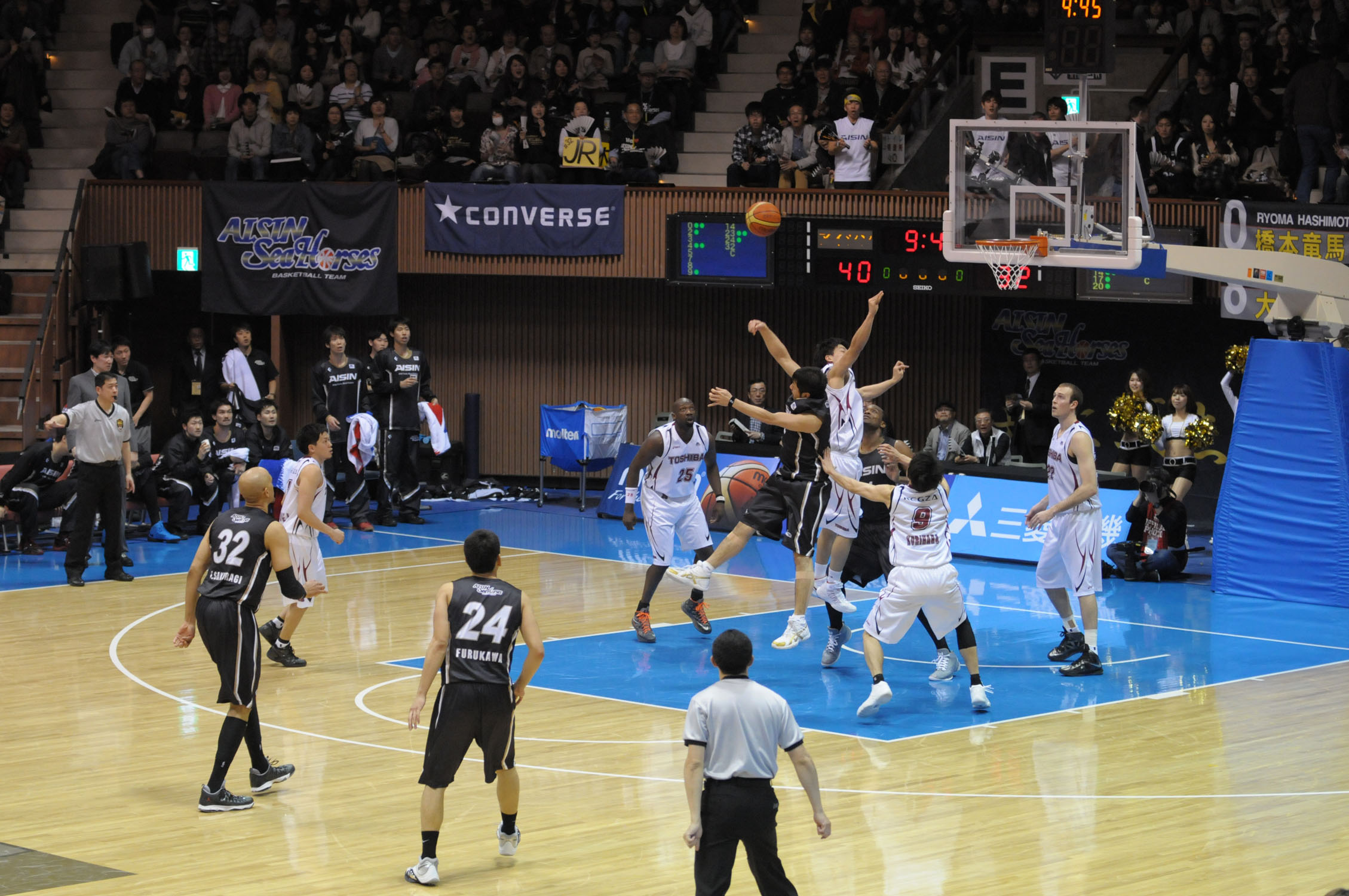
2012-2013 プレーオフファイナル第3戦、アイシンシーホース対東芝ブレイブサンダース。代々木第二体育館。

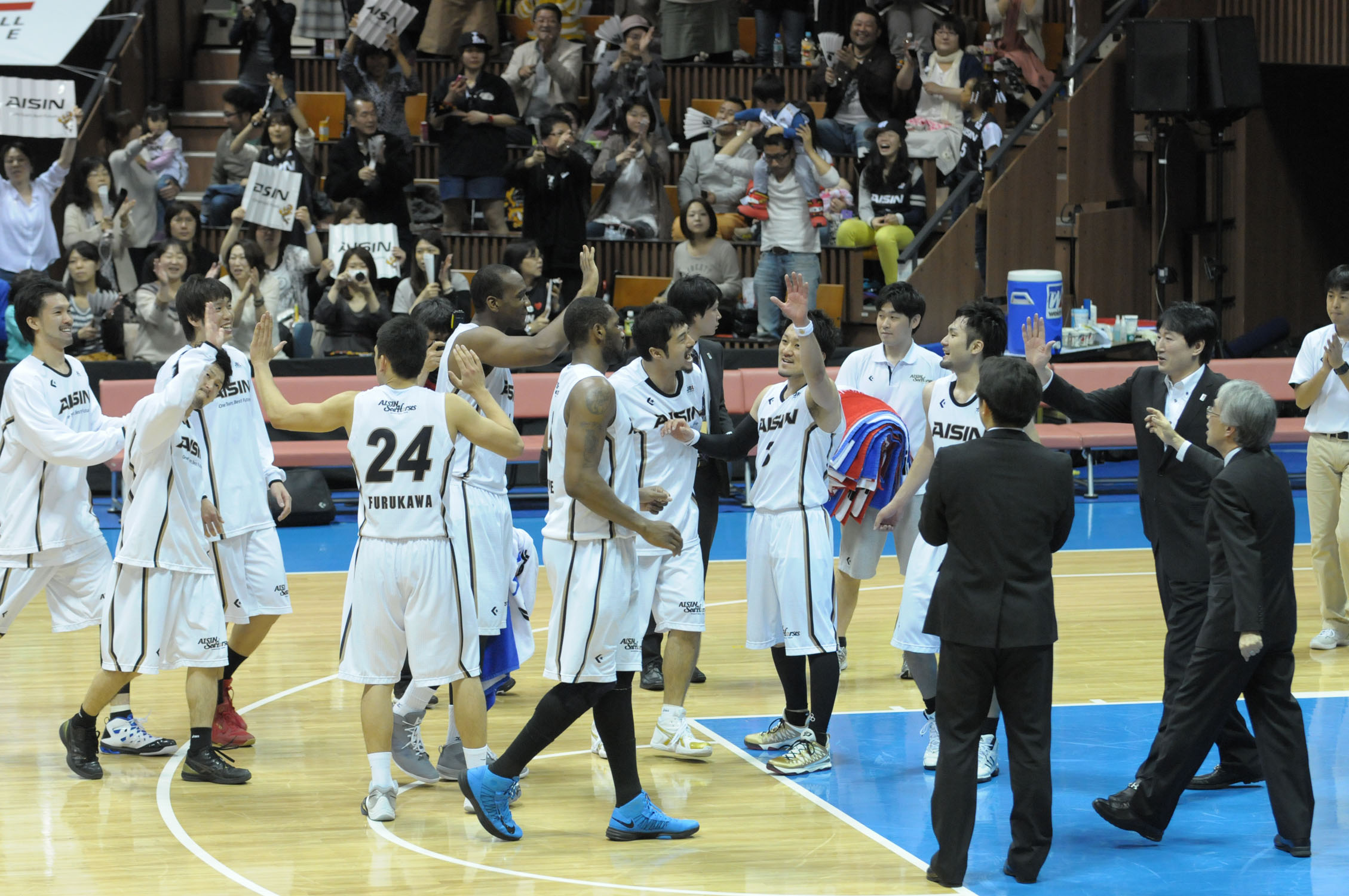
2012-2013 プレーオフファイナル第4戦、アイシンシーホース対東芝ブレイブサンダース。代々木第二体育館。

- 2013年4月6日開幕。
- レギュラーシーズン1位と4位、2位と3位の組み合わせで3戦2勝方式のセミファイナルを戦い、勝者は5戦3勝方式のファイナルに進む。
- セミファイナルはホーム・アンド・アウェー方式を採用。上位（1位・2位）のホームで2戦行った後、1勝1敗となった場合に下位（4位・3位）のホームで最終戦を行う。ファイナルは従来通り集中開催（代々木第二体育館）とする。

### オールスターゲーム
- 12月24日にパークアリーナ小牧で開催。ファン投票及び監督推薦により選出された2チームによる東西対抗形式となる。

## 結果

### レギュラーシーズン順位
| 順位 | チーム名                         | 成績     | 勝率 |
| ---- | -------------------------------- | -------- | ---- |
| 1    | アイシンシーホース               | 34勝8敗  | .81  |
| 2    | トヨタ自動車アルバルク           | 32勝10敗 | .76  |
| 3    | 東芝ブレイブサンダース           | 29勝13敗 | .69  |
| 4    | 日立サンロッカーズ               | 22勝20敗 | .52  |
| 5    | パナソニックトライアンズ         | 20勝22敗 | .48  |
| 6    | リンク栃木ブレックス             | 13勝29敗 | .31  |
| 7    | 三菱電機ダイヤモンドドルフィンズ | 12勝30敗 | .29  |
| 8    | レバンガ北海道                   | 6勝36敗  | .14  |

### プレーオフ
セミファイナル（4月6日～9日）
| 戦 | 勝者                                           | スコア  | 敗者                               | 会場             |
| -- | ---------------------------------------------- | ------- | ---------------------------------- | ---------------- |
| 1  | アイシンシーホース （レギュラーシーズン・1位） | 71 - 56 | 日立サンロッカーズ （同・4位）     | スカイホール豊田 |
| 2  | アイシンシーホース （レギュラーシーズン・1位） | 72 - 37 | 日立サンロッカーズ （同・4位）     | スカイホール豊田 |
| 1  | 東芝ブレイブサンダース （同・3位）             | 80 - 83 | トヨタ自動車アルバルク （同・2位） | 代々木第二       |
| 2  | 東芝ブレイブサンダース （同・3位）             | 78 - 76 | トヨタ自動車アルバルク （同・2位） | 代々木第二       |
| 3  | 東芝ブレイブサンダース （同・3位）             | 64 - 62 | トヨタ自動車アルバルク （同・2位） | とどろきアリーナ |

ファイナル（4月17日～22日）
| 戦 | 優勝               | スコア  | 準優勝                 | 会場       |
| -- | ------------------ | ------- | ---------------------- | ---------- |
| 1  | アイシンシーホース | 77 - 71 | 東芝ブレイブサンダース | 代々木第二 |
| 2  | アイシンシーホース | 61 - 65 | 東芝ブレイブサンダース | 代々木第二 |
| 3  | アイシンシーホース | 67 - 74 | 東芝ブレイブサンダース | 代々木第二 |
| 4  | アイシンシーホース | 74 - 65 | 東芝ブレイブサンダース | 代々木第二 |
| 5  | アイシンシーホース | 58 - 54 | 東芝ブレイブサンダース | 代々木第二 |

### 最終順位
| 順位 | チーム名                         |
| ---- | -------------------------------- |
| 1    | アイシンシーホース               |
| 2    | 東芝ブレイブサンダース           |
| 3    | トヨタ自動車アルバルク           |
| 4    | 日立サンロッカーズ               |
| 5    | パナソニックトライアンズ         |
| 6    | リンク栃木ブレックス             |
| 7    | 三菱電機ダイヤモンドドルフィンズ |
| 8    | レバンガ北海道                   |

### オールスターゲーム

#### 出場選手
- EAST

HC ドナルド・ベック（トヨタ）
☆ 折茂武彦（レバンガ）
☆ 桜井良太（レバンガ）
☆ 網野友雄（リンク栃木）
☆ 竹内譲次（日立）
☆ 竹内公輔（トヨタ）
☆ ジェフ・ギブズ（トヨタ）
☆ タイラー・スミス（リンク栃木）
・ 川村卓也（リンク栃木）
・ 酒井泰滋（日立）
・ 伊藤大司（トヨタ）
- WEST

HC アントニオ・ラング（三菱）
☆ 五十嵐圭（三菱）
☆ 辻直人（東芝）
☆ 金丸晃輔（パナソニック）
☆ 桜木ジェイアール（アイシン）
☆ 鵜澤潤（三菱）
☆ ロン・ヘール（三菱）
☆ ジャミール・ワトキンス（パナソニック）
・ 篠山竜青（東芝）
・ 古川孝敏（アイシン）
・ 渡邉裕規（パナソニック）

#### 結果
| 勝者 | 結果      | 敗者 | MVP      | MIP              |
| ---- | --------- | ---- | -------- | ---------------- |
| EAST | 126 - 119 | WEST | 折茂武彦 | 桜木ジェイアール |

## JBLアウォード
| 部門                         | 受賞者           | チーム   |
| ---------------------------- | ---------------- | -------- |
| レギュラーシーズンMVP        | 桜木ジェイアール | アイシン |
| プレーオフMVP                | 桜木ジェイアール | アイシン |
| ルーキー・オブ・ザ・イヤー   | 辻直人           | 東芝     |
| コーチ・オブ・ザ・イヤー     | 鈴木貴美一       | アイシン |
| レフェリー・オブ・ザ・イヤー | 平原勇次         |          |

### ベスト5
| P   | 受賞者               | チーム       |
| --- | -------------------- | ------------ |
| G   | 柏木真介             | アイシン     |
| G/F | 金丸晃輔             | パナソニック |
| F   | 竹内譲次             | 日立         |
| F/C | ジェフリー・ギブス   | トヨタ       |
| C   | ニック・ファジーカス | 東芝         |

### リーダーズ
| 部門               | 受賞者                 | チーム       | 記録    |
| ------------------ | ---------------------- | ------------ | ------- |
| 得点               | ニック・ファジーカス   | 東芝         | 21.55点 |
| アシスト           | 桜木ジェイアール       | アイシン     | 4.45本  |
| リバウンド         | 桜木ジェイアール       | アイシン     | 12.55本 |
| 野投成功率         | ジャミール・ワトキンス | パナソニック | 56.56%  |
| フリースロー成功率 | 金丸晃輔               | パナソニック | 91.11%  |
| 3P成功率           | 松井啓十郎             | トヨタ       | 49.41%  |
| スティール         | 阿部友和               | レバンガ     | 2.09本  |
| ブロックショット   | ジャミール・ワトキンス | パナソニック | 2.12本  |

## 備考
- 2013年度からナショナル・バスケットボール・リーグ（NBL）が開催されることとなり、JBLとして最後のシーズンとなる。
- 一方、1967年の第1回日本リーグから参加してきたパナソニックはこのシーズンを最後に休部することになった。
- 東日本大震災復興支援のチャリティイベント、「JBLチャリティーアクション! メモリアルマッチ」が4月27日、福島県営あづま総合体育館で行われ、JBL DREAMSとJBL HOPESに分かれて試合が行われた。